# 錫卡莫爾 (密蘇里州)
錫卡莫爾（英語：Sycamore）是位於美國密蘇里州歐扎克縣的非建制地區。

## 歷史
錫卡莫爾的郵局於1891年設立，其後於1974年停運。

## 地理
錫卡莫爾所處的海拔為高於海平面248米（即814英呎），而該地所採用的時區為UTC-6，即北美中部時區（CST）。同時該地設有夏令時間，為UTC-6調快一小時，即UTC-5（CDT）。